# Honorowi obywatele Chorzowa

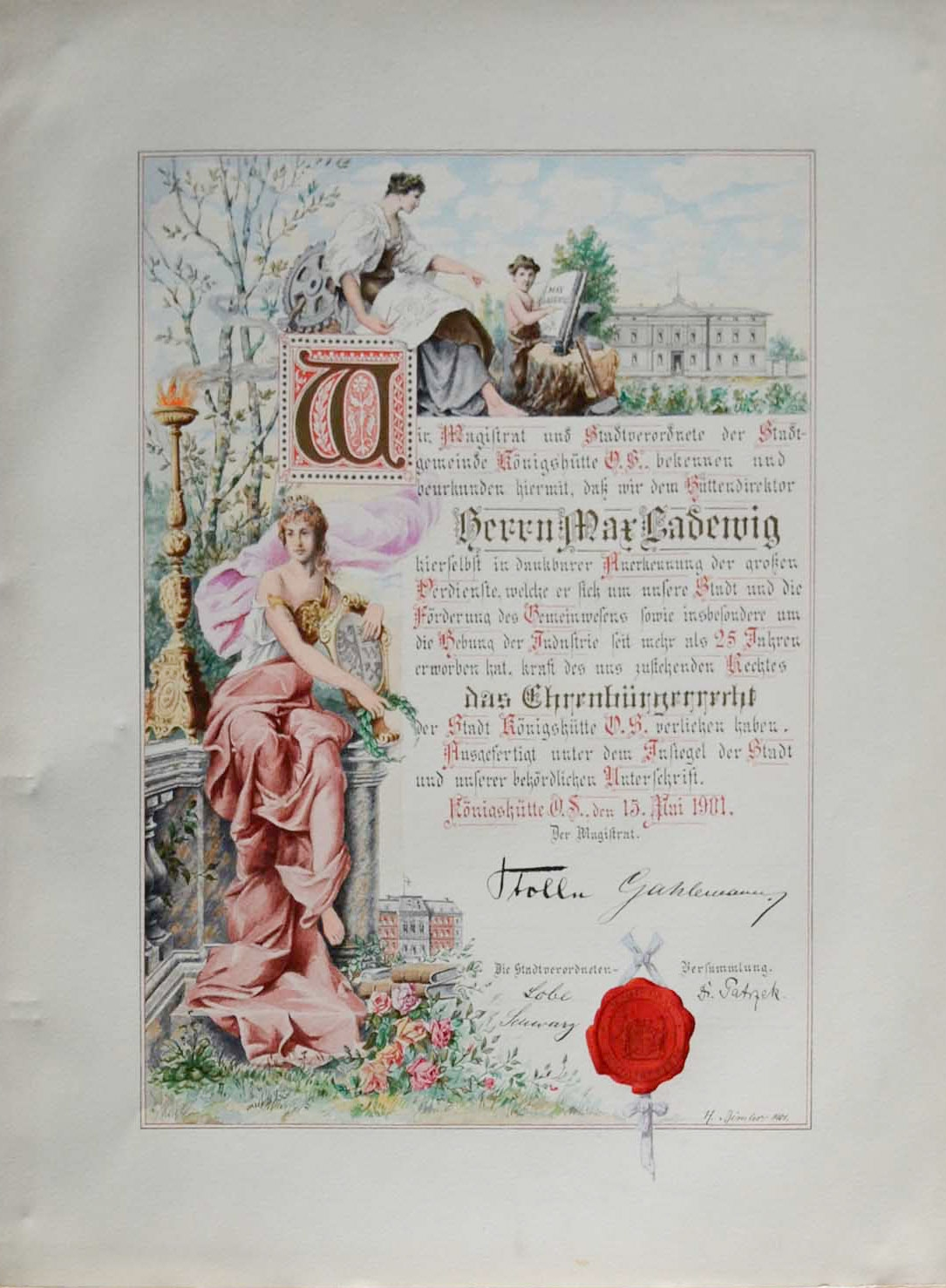
Dyplom honorowego obywatelstwa Königshütte (Królewskiej Huty) dla Maksa Ladewiga autorstwa Hansa Bimlera z 1901 roku; z kolekcji Muzeum Ziemi Górnośląskiej

Honorowi obywatele Chorzowa – osoby, którym nadano honorowe obywatelstwo miasta Chorzowa (do 1934 roku Królewskiej Huty, niem. Königshütte). Po raz pierwszy nadano ten tytuł w 1870 roku. Do 2019 roku otrzymało go co najmniej 25 osób.

## Honorowi obywatele Królewskiej Huty
| Ilustracja | Imię i nazwisko                | Informacje i związki z miastem | Data nadania tytułu     |
| ---------- | ------------------------------ | --- | ----------------------- |
|            | Karl Richter                   | radny miejski, dyrektor Vereinigte Königs- und Laurahütte | 28 września 1870        |
|            | Volkmar Meitzen                | dyrektor kopalni König (Król), radny w pierwszej Radzie Miasta, inicjator nadania Królewskiej Hucie praw miejskich | 18 maja 1892            |
|            | Otto Junghann                  | dyrektor kopalni Gräfin Laura, dyrektor Vereinigte Königs- und Laurahütte (Zjednoczone Huty Królewska i Laura) | 21 listopada 1893       |
|            | Hugo Lobe                      | królewski radca górniczy, wieloletni przewodniczący Rady Miejskiej | 28 stycznia 1895        |
|            | Gustav Heinrich Schimmelfennig | kapitan, przedsiębiorca, pierwszy przewodniczący Rady Miejskiej | 13 maja 1896            |
|            | Ludwig Kreuschner              | radca górniczy | 16 września 1897        |
|            | Max Ladewig                    | dyrektor Vereinigte Königs- und Laurahütte przez ponad 25 lat; nie odebrał dyplomu osobiście | 15 maja 1901            |
|            | Hermann von Hatzfeldt          | nadprezydent prowincji Śląsk | 10 czerwca 1903         |
|            | Emil Sugg                      | dyrektor Vereinigte Königs- und Laurahütte, dyrektor Huty Królewskiej | 20 sierpnia 1913        |
|            | Paul von Hindenburg            | feldmarszałek, otrzymał tytuł z okazji 50. rocznicy służby wojskowej | 1916                    |
|            | Franz Tylla                    | prałat, radca duchowny, proboszcz parafii św. Jadwigi | 30 sierpnia 1919        |
|            | Engelbert Schoekel             | radca prawny | 27 marca 1923           |
|            | Stanisław Bełza                | pisarz, publicysta, adwokat, podróżnik, działacz polityczny i niepodległościowy, działał na rzecz przyłączenia Górnego Śląska do Polski, wspomagał finansowo powstania śląskie, fundator Czytelni Narodowej im. Melanii Parczewskiej, na którą przekazał 4 tys. woluminów | 11 listopada 1923       |
|            | Albert Kucharz                 | radny miejski o 25-letnim stażu pracy | 30 stycznia 1924        |
|            | Józef Gawlina                  | biskup polowy Wojska Polskiego, pracował krótko w Królewskiej Hucie | 22 (lub 23) lutego 1933 |

## Honorowi obywatele Chorzowa
| Ilustracja | Imię i nazwisko    | Informacje i związki z miastem | Data nadania tytułu                         |
| ---------- | ------------------ | --- | ------------------------------------------- |
|            | Michał Grażyński   | wojewoda śląski | 23 września 1936                            |
|            | Ignacy Mościcki    | prezydent Rzeczypospolitej Polskiej, dyrektor Państwowej Fabryki Związków Azotowych w Chorzowie w latach 1922–1926, mieszkał w Chorzowie; dyplom został wręczony w Warszawie z okazji 10-lecia sprawowania urzędu prezydenta | 13 listopada 1936, wręczenie – styczeń 1937 |
|            | Edward Hanke       | lekarz, działacz społeczny i niepodległościowy; wiceprzewodniczący rady miasta | pośmiertnie (zm. 1975)                      |
|            | Jerzy Buzek        | polityk, mieszkał w Chorzowie jako nastolatek | 1998                                        |
|            | Gerard Cieślik     | piłkarz Ruchu Chorzów, reprezentant Polski | 2000                                        |
|            | Florian Lesik      | wieloletni przewodniczący Rady Miejskiej | 2002                                        |
|            | Damian Zimoń       | arcybiskup; komandor związanego z Chorzowem Zakonu Bożogrobców; tytuł przyzano podczas sesji Rady Miasta Chorzów | 4 maja 2004                                 |
|            | Krzysztof Warzycha | piłkarz; grał w Ruchu Chorzów | 30 maja 2005                                |
|            | Dariusz Miłkowski  | dyrektor chorzowskiego Teatru Rozrywki; tytuł przyznano podczas sesji Rady Miasta w Chorzowie wraz z symbolicznym kluczem do miasta                                                                                          | 24 czerwca 2010                             |
|            | Józef Kupny        | arcybiskup; mieszkał i uczył się w Chorzowie; tytuł otrzymał podczas uroczystej sesji Rady Miasta wraz z kluczem | 26 czerwca 2014                             |
|            | Antoni Piechniczek | piłkarz i trener; urodzony w Chorzowie, grał w Ruchu Chorzów i był trenerem tegoż klubu | 29 sierpnia 2019                            |